# Терешков, Александр Кузьмич
Алекса́ндр Кузьми́ч Терешко́в (27 декабря 1922, Владивосток — 1964, Павлово) — советский футболист и хоккеист с мячом, нападающий. Мастер спорта.

## Карьера
Первоначально начал играть в хоккей с мячом в 1937 году в юношеской клубной команде «Судостроитель». Позже играл в хабаровских командах «Динамо» в 1940—1941 и 1945—1947 годах и ДО в 1942—1945 годах. С 1947 по 1949 год играл в московском «Динамо», в составе которого стал двукратным обладателем Кубка СССР в 1948 и 1949 годах и обладателем Кубка РСФСР в 1949.
В футбол играл с 1947 по 1951 год в московском и минском «Динамо», а также дубле столичного «Торпедо». В чемпионате СССР дебютировал 2 мая 1948 года во встрече со сталинабадским «Динамо». Забил 2 гола, но позднее результат матча был аннулирован. Провёл ещё три матча в чемпионате и отметился голом, а также сыграл два матча в Кубке, где однажды поразил ворота соперника.
В середине 1950-х годов перешёл на тренерскую работу, возглавлял команды по футболу и хоккею с мячом в Павлово.